# Il merlo maschio
Il merlo maschio è un film del 1971, scritto e diretto da Pasquale Festa Campanile, tratto dal racconto Il complesso di Loth di Luciano Bianciardi.

## Trama
A Verona, il violoncellista Niccolò Vivaldi si sente bloccato nella sua carriera e persino sbeffeggiato dai colleghi, nonché trascurato dal suo direttore d'orchestra. Un giorno Vivaldi inizia a fotografare la bella moglie Costanza in pose sempre più audaci, per poi mostrare le immagini prima al suo migliore amico, Cavalmoretti, e poi ai colleghi, in un crescendo di esibizionismo al quale la stessa moglie si rende, suo malgrado, partecipe: arriverà a rimanere seminuda davanti all'intero pubblico dell'Arena di Verona durante la rappresentazione dell'Aida, dopo essersi introdotta sul palco tra le coriste.

## Distribuzione
Il film fu distribuito in numerosi paesi riscontrando un discreto successo. La pellicola è oggi considerata un cult in diverse parti del mondo. Questa che segue è la lista di tutte le edizioni distribuite del film con rispettivi titoli.
- Finlandia Miehen lempisoitin
- Francia Ma femme est un violon
- Germania Komödie in Po-Dur
- Germania Das nackte Cello
- Giappone クロツグミの男 (?, Kurotsugumi no otoko)
- Grecia Ο ερωτιαρης και το βιολοντσέλο του (?, O erotiaris kai to violontselo tou)
- Italia Il merlo maschio
- Portogallo A Minha Mulher é Um Violonsexo
- Regno Unito The Naked Cello
- Spagna El mirlo macho
- Stati Uniti Secret Fantasy
- Turchia Erkek dedigin ne çalar

## Edizione in DVD
La Minerva Video, casa produttrice che si è occupata di riversare in digitale i negativi del film, ha dichiarato di non aver potuto presentare l'opera in una veste ristrutturata ottimale, a causa dell'irreperibilità dei negativi originali dell'opera, che si suppone siano stati distrutti per errore. Infatti, l'edizione del film in DVD disponibile ad oggi sul mercato, seppur rimasterizzata digitalmente, presenta molti segni dell'usura del tempo sulla pellicola e evidenzia diverse imperfezioni dell'immagine dovute agli anni. Ma il DVD spagnolo (El mirlo macho), edito dall'etichetta La casa del cine para todos che ha anche la traccia in italiano, presenta una copia in ottimo stato con il video nel corretto formato 2.35:1 contro l'1.85:1 del DVD italiano.

## Curiosità
All'inizio del film, il direttore d'orchestra interpretato da Gianrico Tedeschi insulta i suoi orchestrali con un gioco di parole, dicendo loro che, con la loro pessima esecuzione, hanno fatto dell'Arena di Verona in cui stanno provando un Anfiteatro Flavio, ovvero (giocando sul nome dell'imperatore della dinastia dei Flavi fondatore di tali anfiteatri ma anche ideatore degli orinatoi) un vespasiano.